# Torredemer
El conjunt Torredemer és un seguit de tres torres de Matadepera (Vallès Occidental) protegides com a Bé Cultural d'Interès Local.

## Descripció
Conjunt format per tres torres envoltades per una tanca que dona unitat. Les tres torres pertanyen a una mateixa família.
El primer edifici construït el 1951, és una torre exempta de planta baixa i pis. Del volum en sobresurt una torre mirador que conté una escala. L'accés es produeix per un porxo que comunica amb un gran vestíbul.

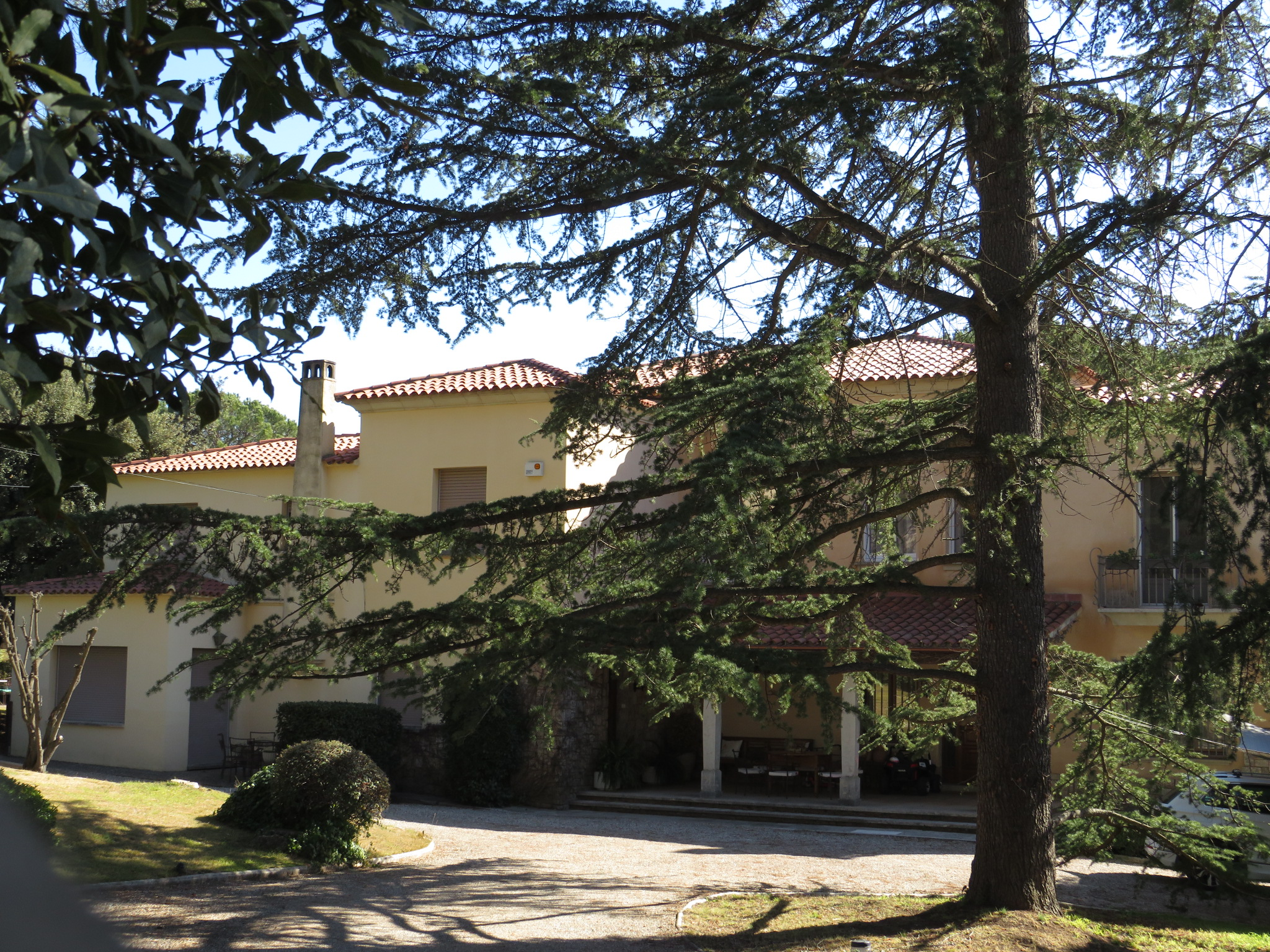
La torre del número 20-22

L'any 1956 es va construir una segona torre.